# Крістіан Бенавенте
Крістіан Бенавенте (ісп. Cristian Benavente, нар. 19 травня 1994, Алькала-де-Енарес) — перуансько-іспанський футболіст, півзахисник клубу «Нант».
Виступав, зокрема, за клуби «Реал Мадрид Кастілья» та «Шарлеруа», а також національну збірну Перу.

## Сім'я
Його батько Агустін Бенавенте — колишній футзальний гравець, мати — Магалі Бристоль волейболістка, колишня гравчина збірної Перу з волейболу.

## Клубна кар'єра
Народився 19 травня 1994 року в місті Алькала-де-Енарес. Вихованець юнацьких команд футбольних клубів «Вальєкана», «Санта-Еухенія» та «Реал Мадрид». У 2013 році став найкращим бомбардиром юнацької команди «Реала», забивши 18 голів за сезон.
У дорослому футболі дебютував 2013 року виступами за команду клубу «Реал Мадрид Кастілья», в якій провів два сезони, взявши участь у 33 матчах чемпіонату.
Своєю грою за цю команду привернув увагу представників тренерського штабу клубу «Мілтон-Кінс Донс», до складу якого приєднався 2015 року. Відіграв за клуб з Мілтон-Кінс півроку, вийшовши на поле лише 2 рази в Чемпіоншипі та тричі в Кубку Футбольної ліги.
До складу клубу «Шарлеруа» приєднався в січні 2016 року. За три роки відіграв за команду з Шарлеруа 94 матчів та забив 24 голи в національному чемпіонаті.
22 січня 2019 перейшов до складу єгипетського клубу «Пірамідс» за 6 мільйонів євро. Нові власники клубу обіцяли Бенавенте боротьбу за звання найкращої команди Африки, однак на практиці «Пірамідс» стали лише третіми в чемпіонаті Єгипту та не вийшли до Ліги чемпіонів КАФ. 10 серпня 2019 перуанець перейшов на правах оренди з правом викупу до французького «Нанта», зацікавившись виступами в сильнішій Лізі 1 в клубі з багатою історією.

## Виступи за збірні
2011 року дебютував у складі юнацької збірної Перу, взяв участь у 8 іграх на юнацькому рівні.
Залучався до складу молодіжної збірної Перу. На молодіжному рівні зіграв у 9 офіційних матчах, забив 2 голи.
2012 року дебютував в офіційних матчах у складі національної збірної Перу. Наразі провів у формі головної команди країни 10 матчів, забивши 2 голи.
У складі збірної був учасником Кубка Америки 2016 року в США.

## Статистика клубних виступів
| Команда                | Сезон   | Ліга                      | Чемпіонат | Чемпіонат | Національний кубок | Національний кубок | Континентальні кубки | Континентальні кубки | Усього | Усього |
| Команда                | Сезон   | Ліга                      | Ігор      | Голів     | Ігор               | Голів              | Ігор                 | Голів                | Ігор   | Голів  |
| ---------------------- | ------- | ------------------------- | --------- | --------- | ------------------ | ------------------ | -------------------- | -------------------- | ------ | ------ |
| «Реал Мадрид Кастілья» | 2013–14 | Сегунда Дивізіон          | 8         | 0         | —                  | —                  | —                    | —                    | 8      | 0      |
| «Реал Мадрид Кастілья» | 2014–15 | Сегунда Дивізіон Б        | 25        | 3         | —                  | —                  | —                    | —                    | 25     | 3      |
| «Мілтон-Кінс Донс»     | 2015–16 | Чемпіонат Футбольної Ліги | 2         | 0         | 0+3                | 0                  | —                    | —                    | 5      | 0      |
| «Шарлеруа»             | 2015–16 | Ліга Жупіле               | 9+2       | 2+0       | 0                  | 0                  | 0                    | 0                    | 11     | 2      |
| «Шарлеруа»             | 2016–17 | Ліга Жупіле               | 19+6      | 2+2       | 3                  | 2                  | —                    | —                    | 28     | 6      |
| «Шарлеруа»             | 2017–18 | Ліга Жупіле               | 27+9      | 8+1       | 3                  | 2                  | —                    | —                    | 39     | 11     |
| «Шарлеруа»             | 2018–19 | Ліга Жупіле               | 22        | 9         | 2                  | 1                  | —                    | —                    | 24     | 10     |
| «Пірамідс»             | 2018–19 | Прем'єр-ліга              | 12        | 3         | 0                  | 0                  | —                    | —                    | 12     | 3      |
|                        |         | Разом                     | 141       | 30        | 11                 | 5                  | 0                    | 0                    | 152    | 35     |